# Григор Гърличков
Григор Гърличков е виден български ветеринарен лекар, микробиолог.

## Биография
Роден е в 1861 или 1862 година в град Щип, Османската империя. В 1892 година завършва ветеринарна медицина в Лион, Франция. В 1899 година изучава приготвянето и употребата на серум срещу чумата при едрите преживни животни в Санкт Петербург и Чита. В 1906 година изучава чумата по говедата в Турция, с цел предотвратяването на разпространението и на други епизоотии в България. От 1901 до 1909 година е пръв директор на Ветеринарно-санитарната станция в София. Автор е на „Чумата по едрия рогат добитък“ (1906), „Охтиката (туберкулозата) в човека, домашните животни и птици“ (1910) и други трудове. Основател е на Щипското благотворително братство в София (1898).
Участва в Първата световна война като санитарен поручик, дивизионен ветеринарен лекар в щаба на Единадесета пехотна македонска дивизия. За бойни отличия и заслуги във войната е награден с орден „Свети Александър“, V степен.
Гърличков е активист на Македонската организация. През май 1899 година е делегат от Провадийското македонско дружество на Шестия македонски конгрес.
Умира в София.
Дъщеря му, Надежда, в 1928 година завършва право в Софийския университет.